# Distincions 9 d'Octubre

Emblema logotipado de la Generalitat Valenciana.

Les Condecoracions de la Generalitat Valenciana són el conjunt de distincions civils lliurades per la Generalitat Valenciana. La majoria d'elles reben la denominació de "Distincions". Es lliuren el dia 9 d'octubre, Diada del País Valencià. Aquestes distincions són les següents:

## Alta Distinció de la Generalitat Valenciana
Creada en 1986, està regulada pel Decret 28/1986, de 19 de març, modificat pel Decret 177/2003, de 12 setembre. Té com a finalitat recompensar a persones físiques o entitats que s'han distingit en la seva activitat al servei dels interessos del País Valencià. Es lliura, a títol pòstum, a les víctimes mortes per actes de terrorisme. Es concedeix per decret, previ acord del Consell.

## Distinció de la Generalitat Valenciana
Establerta l'any 2003 pel Decret 177/2003, de 12 setembre. Recompensa a les persones que han estat víctimes del terrorisme, així com als membres dels Cossos i Forces de Seguretat de l'Estat, Policia autonòmica i local, que s'hagen distingit per actuacions concretes en defensa dels drets i llibertats dels ciutadans valencians. També, a títol col·lectiu o individual, la reben els qui salven persones en greu risc, a conseqüència de catàstrofe o bé col·laboren de forma determinant en el restabliment de la normalitat en zones sinistrades. És atorgada per decret previ acord del Consell.

## Distinció de la Generalitat Valenciana a Víctimes del Terrorisme com a Reconeixement en la Lluita contra el Terrorisme
Aprovada en 2003, la regula el Decret 177/2003, desenvolupat per la llei 1/2004 d'Ajudes a Víctimes del Terrorisme. El seu reglament de concessió l'ha establert el Decret 63/2009. Distingeix a persones ferides o segrestades en actes terroristes perpetrats en territori valencià o que afecten a ciutadans valencians. També premia a persones o entitats per serveis prestats en la lluita contra el terrorisme o en tasques relacionades amb integració de les víctimes. Es concedeix per decret previ acord del Consell.

### Guardonats[2]
- Alta distinció a víctimes d'actes terroristes
  - 2009: Ángel Fullana Llordá, Amparo Gimeno Pujol, Miguel Ángel Íñigo Blanco, José Molina Campayo, Fabio Moreno Asla, Ana María Pérez Gimeno, Enrique Pérez Gimeno, Joaquín Ismael Peris Coret, Vicente Rubert Cherma, María Fernanda Rubert Gimeno, Luis Ignacio Zanón Tarazona.
- Distinció a víctimes d'actes terroristes
  - 2013: Carlos Luis González Andrade, Bernabé Martín Hernández, José Antonio Monteagudo Larrey, José Miguel Peralta Castro.
  - 2010: Miguel Ángel Alambiaga Gómez, Vicenta Encarnación Murillo Martínez, Diego Duc Galet, Paulino Graella Galdón, Francisco Ramón Granados Sánchez, Antonio Cabrera Nieto.
  - 2009: Miguel Ángel Alambiaga Gómez, Vicenta Encarnación Murillo Martínez, Diego Duc Galet, Paulino Graella Galdón, Francisco Ramón Granados Sánchez, Antonio Cabrera Nieto, Emiliano Alarcón Ábalos, César Aliaga Adrián, José Javier Cabrerizo Fernández, Ana María Carbonell Sancho, Esteban Company Valverde, Juan Francisco Cortina Martínez, Josefa Delgado Arjona, Jesús María Díaz Barcia, Juan Domínguez Fernández, José Luis Eslava Eslava, José Antonio Fuentes Sánchez, Salvador García López, Santiago García Navazo, Francisco Gázquez Bolaño, José Gil Lliverós, Ramón Gómez Resel, Enrique González Rierol, María Ruth González Ferrer, Antonio Guirao Colón, Manuel Ibáñez Alegre, Simón Pedro Iriondo Badiola, José Luis Jiménez Fusta, Rubén Lafuente Casas, María del Carmen Lliso Ruiz, José Lull Catalá, Juan Marco Arnau, José Antonio Marco García, María Francisca Marín Peña, Ricardo Martín Escudero, Justo Martín Villaseñor, Carmen Martínez de l'Amo, María del Carmen Martínez Cifuente, Esther María Martínez Contreras, Francisco Martínez Egea, Celia María Martínez Martínez, Miguel dels Reyes Martínez Morat, Rafael Mata Mena, Clement Medina Monreal, Vicenta Isabel Morell Martínez, Antonio Moreno Chica, Francisco Javier Muñoz Sevadilla, Rafael Noguera Santamaría, Miguel Palomeque Sanahuja, Carmen Pardo Ibáñez, Laura Pareja Delgado, Francisco Juan Pareja Mèrida, José Manuel Paz Ramil, Amparo Rodrigo Corresa, Miguel Rueda Dolent, Manuel Ruiz Lleuger, Gregorio Salamanca Herrero, Antonio Sánchez Fernández, Ana Sánchez Montesinos, Antonio Sánchez Trigueros, Borja Santiago Martínez, María Antonia Santiago Menénde, Santos Hipòlit Santiago Menéndez, Manuel Soliveres García, José Tamarit Botella, Francisco Vicente Uceda Gómez, Vicente Vacas Estellés, José Vicente Martos, Benito Viguera González, José Vicente Villegas Molina, Francisco Javier Zaragoza Lluch.
- Distinció de la Generalitat a entitats i institucions
  - 2009: Associació Víctimes del Terrorisme Comunitat Valenciana, Associació de Cossos i Forces de Seguretat de l'Estat Víctimes del Terrorisme.

## Distinció de la Generalitat Valenciana al Mèrit Cultural
Adoptada en 1986 mitjançant el Decret 35/1986, de 10 de març, modificat pels decrets 25/1994, de 8 de febrer, 255/1997, de 8 d'octubre i 190/2003, de 3 d'octubre. El seu objectiu és distingir a les persones, entitats i col·lectius que pels seus mèrits hagen contribuït a destacar l'aportació del País Valencià en qualsevol àmbit cultural. Atorgades mitjançant decret del Consell a proposta del Consell Valencià de Cultura, Conseller de Cultura (consultat el Consell Valencià de Cultura), Conseller de Cultura quan el nombre de candidatures no excedesca de dues. Limitada anualment a un màxim de dos, quatre de forma excepcional.

## Distinció de la Generalitat Valenciana al Mèrit Esportiu
Creada en 1986 pel Decret 33/1986, de 10 de març i l'Ordre de 26 de juny de 1989, de la Conselleria de Cultura, Educació i Ciència, modificada per l'Ordre de 7 de novembre de 2003. Recompensa a persones o entitats per actuacions o conductes rellevants en la pràctica, promoció o recerca de l'esport. Compta amb dues modalitats: Medalla, destinada a persones i Placa per a entitats. Cada modalitat es divideix en tres categories, or, plata i bronze. És concedida per decret el president de la Generalitat en la seva categoria d'Or i decret del Consell en la resta de categories. No requereixen acord del Consell.

## Distinció de la Generalitat Valenciana al Mèrit Científic
Es lliura des de l'any 2010 i la regula el Decret 152/2010, d'1 d'octubre. Serveix de reconeixement públic dels mèrits d'aquelles persones o entitats que hagen destacat en l'àmbit de la recerca científica. S'atorga a valencians o persones vinculades amb el País Valencià o que hagen desenvolupat part de la seua labor científica a la regió. En cas de les entitats és necessari que tinguen situades la seua seu en la comunitat o que hagen desenvolupat, fomentat, patrocinat o realitzat projectes de recerca en benefici de la societat valenciana. Les atorga el Consell per decret a proposta del president de la Generalitat. Està limitada a un màxim anual de quatre distincions, encara que la xifra pot augmentar-se de forma excepcional si existeixen motius justificats.

## Distinció de la Generalitat Valenciana al Mèrit Empresarial i Social
Més recent que les anteriors, ja que es lliura des de l'any 2016, en virtut del Decret 131/2016, de 7 d'octubre. La seua finalitat és guardonar persones físiques o jurídiques per la seua contribució amb el creixement intel·ligent, responsable i sostenible del País Valencià.

### Guardonats[2]
- 2022: Dionisio Campos San Onofre i Carlos Faubel Climent, Fórum Citrícola Valenciano, Cooperativa de Viver i PLD Space
- 2021: Federico Félix Real, Regina Monsalve Mayans, Consolat de Mar de València, Grup Enercoop.[3]

- 2020:
- 2019: Confederació Empresarial de la Comunitat Valenciana (CEV), Caixa Rural Central d'Orihuela, Empresa social A Puntadas, Grup Anecoop.[3]
- 2018: Fundació Cañada Blanch, Associació d'Empresàries i Professionals de València, Francisco Pons Alcoy, Cooperativa Elèctrica de Vinalesa.[3]
- 2017: Silvino Navarro Vidal, Nuria Oliver Ramírez i José Vicente González Pérez.[4]
- 2016: Xocolates Valor, Rosario Coll Bargues, Antonio Montalbán Gámez, Rafael Recuenco Montero.[5][6]

## Distinció de la Generalitat Valenciana al Mèrit per Accions a favor de la Igualtat i per a una Societat Inclusiva
Es va crear al costat de l'anterior en 2016 pel Decret 132/2016, de 7 d'octubre. Premia a persones o entitats pel seu compromís amb la igualtat, la consecució d'una societat inclusiva i la visibilitat de la diversitat social que desenvolupen la seua activitat al País Valencià.

### Guardonats[2]
- 2022: Carlos Sanjuan de la Orden, Avapace, Funcotex i Diseños Medi
- 2021: Associació Nueva Opción, Associació de Dany Cerebral Adquirit, Scouts Valencians-ASDE i Federació d'Escoltisme Valencià, Sant Joan de Déu Serveis Socials.[7]
- 2019: Associació de Voluntaris d'Acolliment Familiar (AVAF), Associació d'Ames de Casa i Consumidors Tyrius, Obra Social Marillac.[7]
- 2018: Xarxa Valenciana de Lluita contra la Pobresa i l'Exclusió Social (EAPN-CV), Delegació Territorial de l'ONCE en la Comunitat Valenciana, Alexandrina da Fonseca Maia.[7]

- 2017: Amparo Moreno Vañó i Coordinadora Valenciana d'Oenegés per al Desenvolupament (CVONGD).[8]
- 2016: José Antonio Bargues Marco, Col·lectiu Lambda.[9]

## Distinció Joan Lluís Vives de la Generalitat a l'aportació valenciana a la construcció d'Europa
- 2021: Escena Erasmus.[10]
- 2020: Franciscus Timmermans.[10]
- 2019: Als primers representants valencians en el Parlament Europeu: José Emilio Cervera Cardona, Teresa Domingo Segarra, Carmen Llorca Vilaplana, Leopoldo Ortiz Climent, Luis Planas Puchades, Josep Pons Grau, Javier Sanz Fernández, Enrique Sapena Granell.[10]
- 2018: Anna Cecilia Malmstöm.[10]

- 2017 Oficina de Propietat Intel·lectual de la Unió Europea[2]

## Altres distincions
Altres distincions lliurades per la Generalitat Valenciana són els Premis de les Lletres Valencianes, el Premi Jaume I en Estudis i Recerca o el títol d'Ambaixador de la Comunitat Valenciana.

## Ordre de Jaume Iel Conqueridor
L'Ordre de Jaume I el Conqueridor, aprovada pel Decret del Consell 12/2008, d'1 de febrer, es va establir com a distinció destinada a aquelles persones o entitats que hagen destacat pels seus mèrits en els àmbits cultural, professional, econòmic, cívic o social. També premia els serveis destinats al desenvolupament i progrés del País Valencià, recuperació i dignificació de la seua cultura, identitat o símbols, i a la difusió dels valors autòctons del poble valencià.